# Социобиология
Социобиоло́гия (от социо- и биология) — междисциплинарная наука, сформировавшаяся на стыке нескольких научных дисциплин. Социобиология пытается объяснять социальное поведение живых существ набором определённых преимуществ, выработавшихся в ходе эволюции. Эта наука часто рассматривается как ответвление биологии и социологии. В то же время исследовательское поле социобиологии пересекается с изучением эволюционных теорий, зоологией, генетикой, археологией и другими дисциплинами. В сфере социальных дисциплин социобиология близка эволюционной психологии и использует инструментарий теории поведения.
Иногда социобиология также именуется биосоциологией, что, в целом, не совсем корректно и никак не согласуется с существующей литературой и принятой в мире терминологией.

## История
Социобиология оказалась одной из самых неоднозначных и противоречивых научных дисциплин второй половины XX века. Всё началось в 1975 году с публикации книги энтомолога Эдварда Уилсона Sociobiology: The New Synthesis. Книга была первой попыткой объяснить такие типы социального поведения животных (в основном, муравьёв, так как это была специализация Уилсона) как альтруизм, агрессия и т. п. при помощи эволюционных механизмов. В этой книге лишь последняя глава касалась поведения людей. Позднее Уилсон напишет книгу On Human Nature (социобиология о поведении людей). Эта книга принесла автору Пулитцеровскую премию.

## Социобиологическая теория
Социобиологическая теория человека основывается на теории генно-культурной эволюции, то есть на тезисах о том, что развитие человечества опирается на контур обратной связи.
Одни сообщества выживают, другие погибают, и происходит естественный отбор на 3-х уровнях: индивидуальный, половой, групповой.
Социобиологи считают, что человеческое поведение так же, как и поведение животных, может быть в какой-то степени объяснено как результат естественного отбора. Применение категорий эволюционной теории и в частности понятия естественного отбора, подвергается критике, поскольку преобладающей силой поведения человека считается культура.
В современной социобиологии существуют направления (теория двойной наследственности (Dual inheritance theory (DIT)) или теория генно-культурной коэволюции (gene-culture coevolution)), стремящиеся рассматривать культуру в понятиях теории эволюции. Кавалли-Сфорца и Бойд-Ричерсон (Boyd-Richerson) применили модель эволюционной биологии к наследованию особенностей и характеристик культуры. Эти исследования стали основой теории культурального наследования (cultural transmission).
Социобиологи стремятся найти рациональное объяснение поведения как результата давления естественного отбора в истории формирования и развития вида. Однако индивидуальные наследственные преимущества в качестве цели естественного отбора не всегда могут объяснить возникновение моделей социального поведения. Эволюция осуществляется также посредством группового отбора. Объяснение механизмов ответственных за групповой отбор осуществляется на основе методологии теории игр. Групповой отбор может объяснить возникновение в результате естественного отбора альтруистических моделей поведения.
В социобиологии социальное поведение первоначально принимается как социобиологическая гипотеза на основе поиска определённой эволюционно стабильной стратегии соответствующей наблюдаемому поведению.

## Известные социобиологи
- Уильям Гамильтон
- Эдвард Осборн Уилсон
- Роберт Триверс
- Ричард Докинз
- Пьер ван ден Берг (Pierre van den Berghe)
- Сирил Дарлингтон
- Джордж Уильямс
- Джон Мейнард Смит
- Джозеф Лопреато (Joseph Lopreato)
- Ричард Махалек (Richard Machalek)
- Джон Элкок (John Alcock)
- Роберт Сапольски

## Критика
Критика социобиологии во многом лежит скорее в поле широких социальных и политических дискуссий, нежели непосредственно научных дебатов. Часто противники социобиологии ссылаются на то, что эта наука является обоснованием социал-дарвинизма.

## Критики социобиологии
- Ричард Левонтин (Richard Lewontin)
- Стивен Джей Гулд (Stephen Jay Gould)

### На русском
- Уилсон Э. О. Социобиология: новый синтез (26-я глава) — русский перевод
- Игнатьев В. Н. Социобиология человека: «Теория геннокультурной коэволюции» // Вопросы философии, 1982. № 9.
- Карпинская Р. С., Никольский С. А. Социобиология. Критический анализ. М.: Мысль, 1988.
- Сатдинова Н. Х. Социобиология — «за» и «против» // Вопросы философии, 1982. № 3.
- Грэхэм Л. «Естествознание, философия и науки о человеческом поведении в Советском Союзе, Глава VII. Биология человека: специальные вопросы»
- Кицес В. Разумная критика Докинза и социобиологии
- Плюснин Ю. «Наука начинается не с феномена, а с основания …»
- Жуков Д. А. Биология поведения. Гуморальные механизмы Речь, 2007 г. Серия: Современный учебник. Страниц: 472. ISBN 5-9268-0629-1

### На иностранных языках
- Edward O. Wilson, (1975). Sociobiology: The New Synthesis. Belknap Press.
- Richard Dawkins, (1976). The Selfish Gene. Oxford University Press.
- Developmental Endocrine Influences on Gender Identity (PDF-document)